# Helen Margaret Gilkey
Helen Margaret Gilkey (ur. 6 marca 1886 w Montesano, zmarła 7 sierpnia 1972) – amerykańska botaniczka, mykolożka i ilustratorka.

## Życiorys i praca naukowa
Po założeniu rodziny w 1903 r.  przeniosła się do Corvallis w stanie Oregon. Uzyskała tytuł licencjata i magistra na Oregon Agricultural College (obecnie Oregon State University) z zakresu botaniki (w tym mykologii) i ilustracji botanicznej. Kontynuowała studia na Uniwersytecie Kalifornijskim w Berkeley i w 1915 roku została pierwszą kobietą, która uzyskała stopień doktora w botanice. Jej rozprawa doktorska dotyczyła taksonomii trufli północnoamerykańskich i praca ta jest ważnym wkładem w badania taksonomii truflowatych (Tuberaceae) w Ameryce Północnej. 
Po ukończeniu studiów doktoranckich Gilkey pracowała jako ilustrator naukowy. Wykonała ilustrację do Podręcznika roślin kwiatowych Kalifornii Willisa Linna Jepsona. W 1918 roku została kuratorem zielnika w Oregon Agricultural College. Najbardziej znana była ze swoich obszernych badań nad truflami. Opisała nowe ich gatunki występujące w USA oraz w Argentynie i Australii, ale prowadziła także badania nad roślinami naczyniowymi. Opublikowała wiele książek i ponad 40 artykułów naukowych. Ostatnią swoją książkę  napisała w 1967 r. Zmarła w wieku 86 lat.
W naukowych nazwach utworzonych przez nią taksonów dodawane jest jego nazwisko Gilkey. W 2006 roku uczczono ją jej nazwiskiem nazywając rodzaj trufli Gilkeya.